# Gheorghe Bucur
Gheorghe „Gigel“ Bucur (* 8. April 1980 in Bukarest) ist ein ehemaliger rumänischer Fußballspieler auf der Position eines Stürmers. Er bestritt insgesamt 320 Spiele in der rumänischen Liga 1 und der russischen Premjer-Liga.

## Vereinskarriere
Bucur begann seine Karriere bei Sportul Studențesc, wo er 1998 in die erste Mannschaft geholt wurde. In seiner ersten Saison bei den Studenten wurde der Stürmer mit dem Verein in der Divizia B 13. Nach einem dritten Platz 2000, konnte 2001 der Aufstieg fixiert werden. Bucur debütierte in der Saison 2001/02 am 13. August 2001 beim Heimsieg gegen Petrolul Ploiești in der Divizia A. In seiner ersten Erstligasaison konnte man nur den 13. Platz erreichen; in den folgenden Abstiegsplayoffs konnte der Verein jedoch den Klassenerhalt sichern. 2003 folgte der Abstieg, als man mit Platz 15 nur den vorletzten Platz erreichte. Im darauffolgenden Jahr kam der Wiederaufstieg mit Platz eins. Als Aufsteiger konnte Bucur mit seinem Verein in der Saison 2004/05 mit Platz sieben den bisher besten Platz seiner Karriere erreichen.
2005 wechselte er für eine Ablöse von 800.000 US-Dollar zum FC Timișoara, nach einem achten und einem siebenten Platz in den Jahren 2005/06 und 2006/07 konnte man sich 2007/08 mit dem sechsten Platz für den UEFA-Pokal qualifizieren. In der Saison 2008/09 gab Bucur sein Debüt auf europäischer Klubebene, als er in der 1. Runde des UEFA-Pokals im Spiel gegen FK Partizan Belgrad durchspielte und eine gelbe Karte erhielt. Das Spiel endete 1:2. Durch das 0:1 im Rückspiel in Belgrad schied der Verein vorzeitig aus. In dieser Saison wurde man auch Vizemeister drei Punkte hinter Meister Unirea Urziceni. Anfang 2010 wechselte Bucur in die zweite russische Spielklasse zu Kuban Krasnodar. Am Saisonende stieg er mit Kuban in die Premjer-Liga auf. In der Saison 2012/13 qualifizierte er sich mit Kuban für die Europa League. Dort zog er mit seiner Mannschaft in die Gruppenphase ein und schied gegen den FC Valencia und Swansea City aus. Im Ligabetrieb rutschte er mit seinem Verein in den folgenden Jahren in die untere Tabellenhälfte. Nach dem Abstieg 2016 beendete er seine Laufbahn.

## Nationalmannschaft
Für die rumänische Nationalmannschaft spielte der Stürmer 26 Mal und erzielte vier Treffer. Sein Debüt gab er am 9. Februar 2005 im Freundschaftsspiel gegen die Slowakei, als er in der 71. Minute eingewechselt wurde. Das erste Tor in Nationalmannschaftsdress erzielte Bucur am 8. Juni 2005 im Qualifikationsspiel zur WM 2006 gegen Armenien. Beim 3:0-Erfolg erzielte Bucur gleich einen Doppelpack.
Nachdem er im WM-Qualifikationsspiel gegen Tschechien am 3. September 2005 zu einem Kurzeinsatz gekommen war, wurde Bucur von Nationaltrainer Victor Pițurcă zunächst nicht mehr berücksichtigt. Erst im August 2007 kehrte er in den Kreis der Nationalmannschaft zurück, wurde aber nur selten eingewechselt. Erst unter Pițurcăs Nachfolger Răzvan Lucescu stand er wieder in der Startelf und erzielte im WM-Qualifikationsspiel gegen Österreich am 9. September 2009 das Tor zur 1:0-Führung. Nach einem weiteren Tor im abschließenden Qualifikationsspiel gegen die Färöer am 14. Oktober wurde Bucur nur noch selten berücksichtigt. Erst als Lucescu im Sommer 2011 wiederum durch Pițurcă abgelöst worden war, stand er am 2. September 2011 im EM-Qualifikationsspiel gegen Luxemburg erneut im Kader. Sein vorerst letztes Länderspiel bestritt er am 11. Oktober 2011 beim 1:1 gegen Albanien, als er in der 87. Minute für Costin Lazăr eingewechselt wurde.
Anfang September 2013 kehrte Bucur in die Nationalmannschaft zurück. Nachdem er im WM-Qualifikationsspiel gegen die Türkei am 10. September 2013 in der 78. Minute eingewechselt worden war, stand er am 15. Oktober 2013 gegen Estland erstmals wieder in der Startaufstellung.

## Erfolge
- Aufstieg in die Liga 1: 2001, 2004
- Aufstieg in die Premjer-Liga: 2010
- Torschützenkönig der Liga 1 (2): 2005 (21 Tore), 2009 (17 Tore)